# 宜昌戰鬥 (國軍內戰)
宜昌戰鬥發生於1929年4月11日，地點則是在中國鄂西一帶，是國民革命軍內部所發生的內戰戰鬥之一。宜昌戰鬥的交戰雙方，一方為川軍劉湘部，另一方為桂軍張義純部。